# Shikine-jima

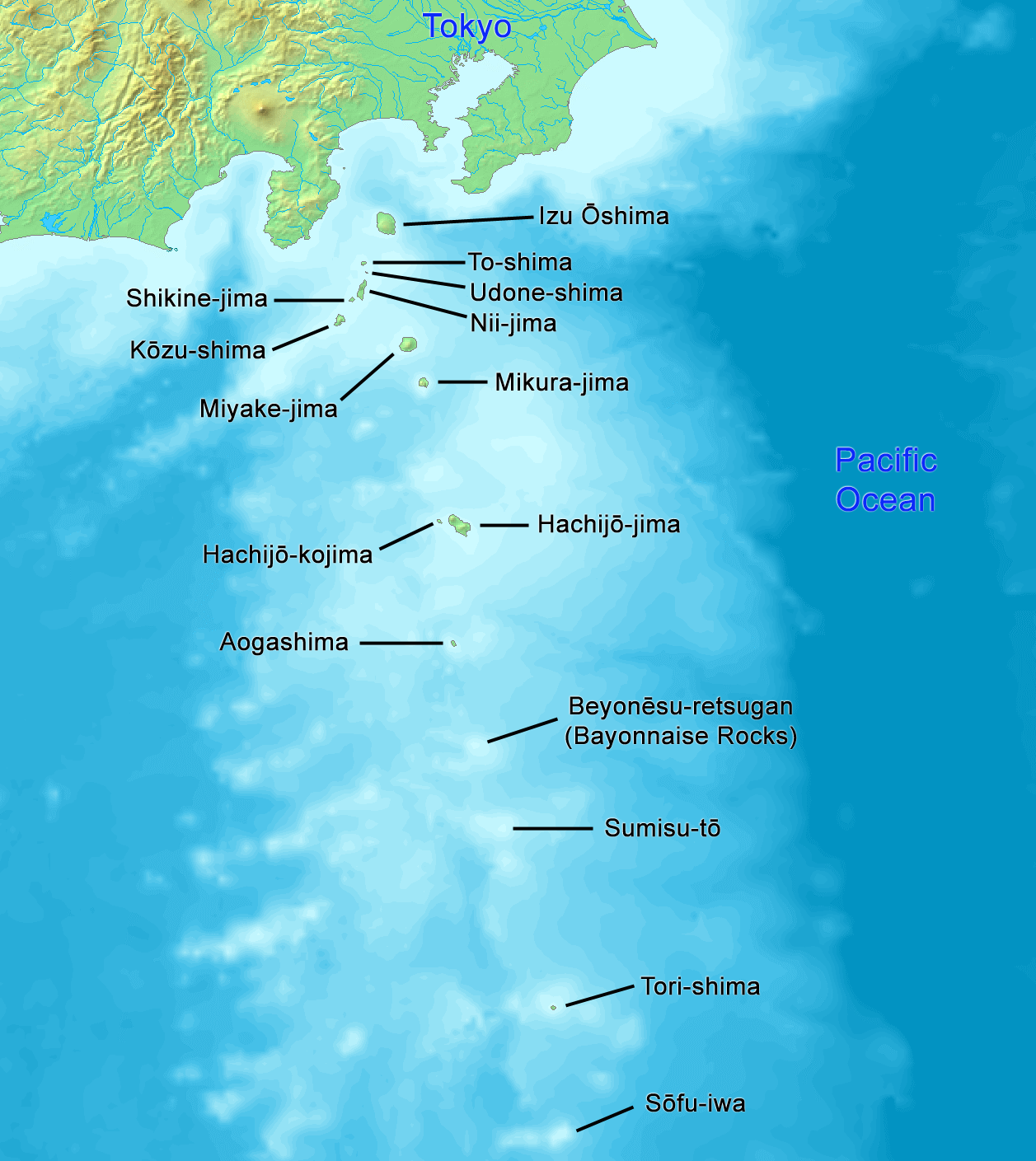
Izuöarna, Shikine-jima övre halvan

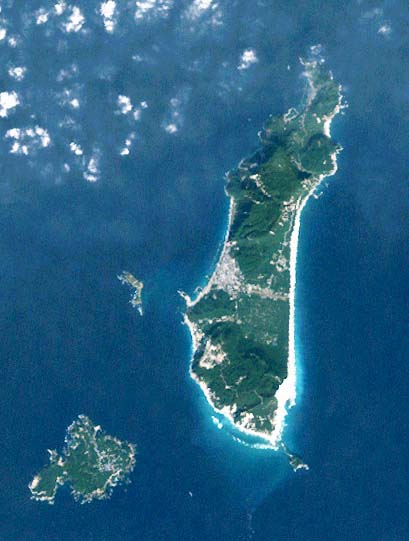
bild över Shikine-jima ned till vänster

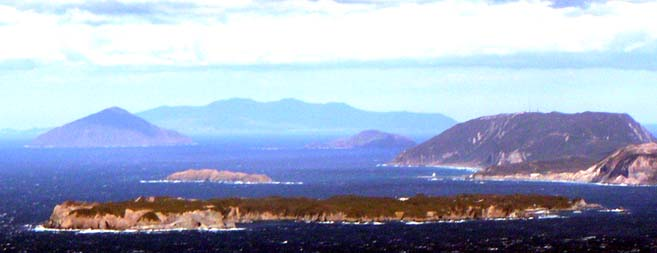
Shikine-jima

Shikine-jima (japanska  (式根島?) Shikine-jima) är en ö bland Izuöarna i nordvästra Stilla havet och tillhör Japan.

## Geografi
Shikine-jima ligger cirka 150 kilometer söder om Tokyo, ca 30 km sydväst om huvudön Izu-Ōshima och endast ca 2 km sydväst om Nii-jima.  
Ön är av vulkaniskt ursprung och har en area om ca 3,90 km² med en omkrets på ca 12 km. Den högsta höjden är Kanbiki-Yama  på cirka 99 m ö.h. (1). Ön ingår i också i nationalparken "Fuji-Hakone-Izu National Park" och är ett populärt turistmål för sina onsen (heta källor).
Befolkningen uppgår till ca 600 invånare där de flesta bor på öns östra del vid huvudhamnen (2). Förvaltningsmässigt utgör ön en enhet i området "Niijima-mura" (Niijima-by) och är del i subprefekturen  Ōshima -shichō som tillhör Tokyo prefekturen på huvudön Honshu.
Ön kan endast nås med fartyg då den saknar flygplats, det finns regelbundna färjeförbindelser med Tokyo på fastlandet och huvudön Izu-Oshima.

## Historia
Det är osäkert när Izuöarna upptäcktes men de har varit bebodda i flera tusen år (3).
1878 under Meijirestaurationen blev området en del i Tokyo prefekturen.
1936 skapades nationalparken "Fuji-Hakone-Izu National Park" och området införlivades i parkområdet 1964 (4).
1943 omstrukturerades Tokyos förvaltningsstruktur och områdets förvaltning övergick till "Tokyo-to-cho" (länsstyrelsen för Tokyo, engelska "Tokyo Metropolitan Government") som de tillhör idag.